# Liste der Baudenkmäler in Erharting

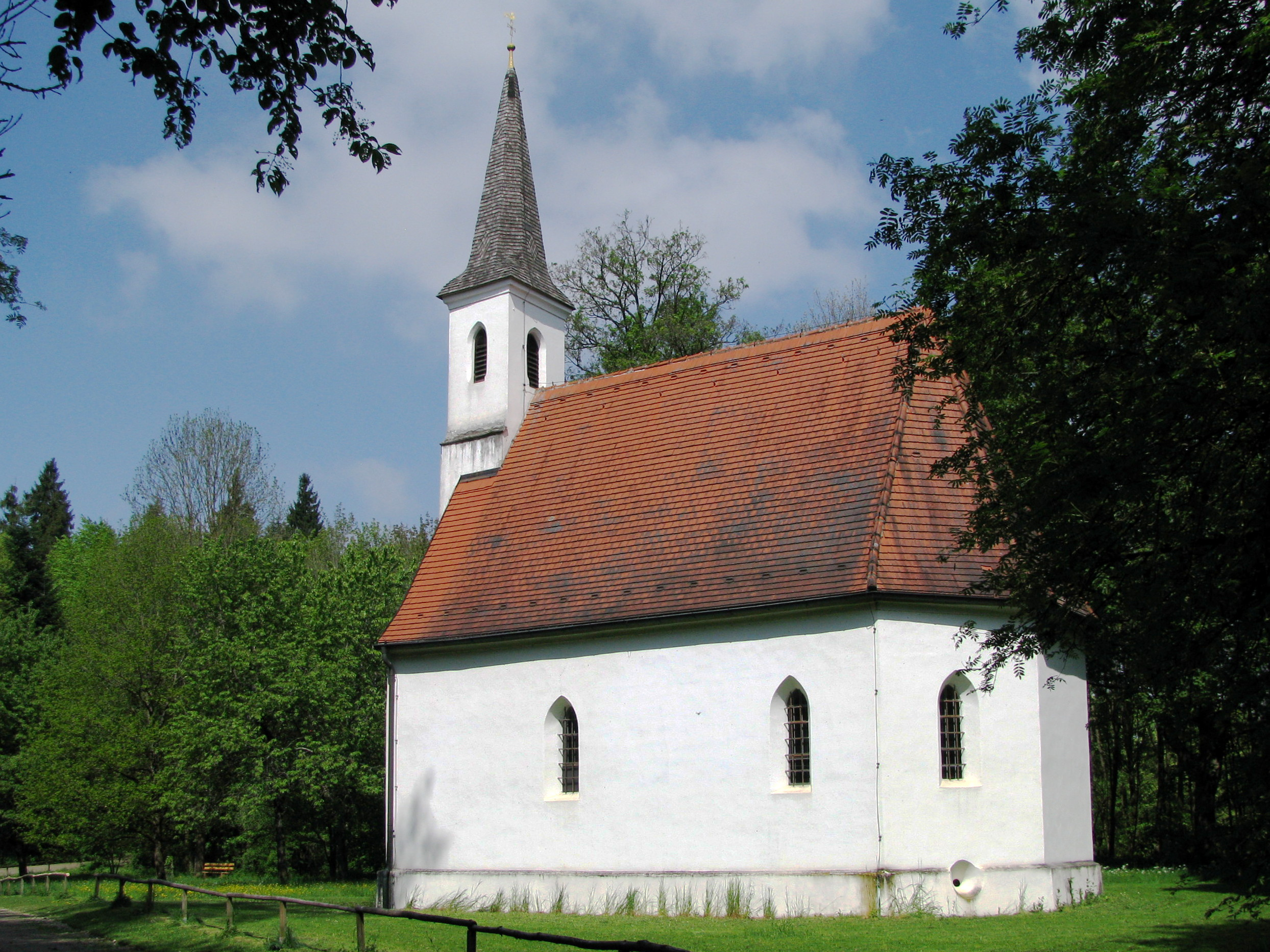
St. Ulrich bei Erharting

Auf dieser Seite sind die Baudenkmäler in der oberbayerischen Gemeinde Erharting zusammengestellt. Diese Tabelle ist eine Teilliste der Liste der Baudenkmäler in Bayern. Grundlage ist die Bayerische Denkmalliste, die auf Basis des Bayerischen Denkmalschutzgesetzes vom 1. Oktober 1973 erstmals erstellt wurde und seither durch das Bayerische Landesamt für Denkmalpflege geführt wird. Die folgenden Angaben ersetzen nicht die rechtsverbindliche Auskunft der Denkmalschutzbehörde.

## Baudenkmäler nach Ortsteilen

### Erharting
| Lage                        | Objekt                                     | Beschreibung | Akten-Nr.             | Bild                       |
| --------------------------- | ------------------------------------------ | --- | --------------------- | -------------------------- |
| Hampersberg (Standort)      | Katholische Filialkirche St. Ulrich        | einschiffiger, spätgotischer Ziegelbau mit Westturm, zweite Hälfte 15. Jahrhundert; mit Ausstattung; in Hampersberg (abgegangene Einöde). | D-1-83-116-2 Wikidata | weitere Bilder             |
| Hauptstraße 3 (Standort)    | Katholische Pfarrkirche St. Peter und Paul | stattlicher gewesteter, spätbarocker Saalbau mit Putzgliederung, von Sebastian Stöttner, Johann und Josef Reismayer 1754–62 erbaut; mit Ausstattung; Friedhofskapelle, spätgotisch, bezeichnet mit dem Jahr 1514; mit Ausstattung; Grabmäler aus der zweiten Hälfte 19. Jahrhundert und dem ersten Viertel 20. Jahrhundert auf dem Friedhof. | D-1-83-116-1 Wikidata | weitere Bilder             |
| Hauptstraße 4 (Standort)    | Stadel                                     | Erneuerter Stallstadel mit wiederverwendetem Bundwerk, Mitte 19. Jahrhundert. | D-1-83-116-3 Wikidata | BW                         |
| Nähe Hauptstraße (Standort) | Kapelle Johann von Nepomuk                 | Massivbau mit Putzgliederung, 18. Jahrhundert; Ausstattung ausgelagert; an der Isenbrücke. | D-1-83-116-4 Wikidata | Kapelle Johann von Nepomuk |
| Pfarrgasse 2 (Standort)     | Ehemaliger Pfarrhof                        | Wohnhaus barocker Satteldachbau, 1751, angeschlossenes Ökonomiegebäude, zweite Hälfte 19. Jahrhundert; Bundwerkstadel, zweite Hälfte 19. Jahrhundert, neuzeitlich an der Südseite verkürzt; mit Einfriedungsmauer, 19. Jahrhundert. | D-1-83-116-5 Wikidata | BW                         |
| Scheibenfeld (Standort)     | Herz-Jesu-Kapelle                          | Rechteckbau mit Treppengiebel, neugotisch, 1840; an der Straße nach Rohrbach. | D-1-83-116-6 Wikidata | Herz-Jesu-Kapelle          |

### Weitere Ortsteile
| Lage                                    | Objekt           | Beschreibung | Akten-Nr.              | Bild            |
| --------------------------------------- | ---------------- | --- | ---------------------- | --------------- |
| Maxing (Standort)                       | St. Anton        | Wegkapelle, 18. Jahrhundert; mit Ausstattung; an der Straße nach Erharting. | D-1-83-116-7 Wikidata  | BW              |
| Ödmühle (Standort)                      | St. Maria        | Kapelle, Massivbau mit Putzgliederung und halbrundem Altarraum, erste Hälfte 19. Jahrhundert; mit Ausstattung                                                                        | D-1-83-116-8 Wikidata  | St. Maria       |
| In Ödmühle (Standort)                   | Massiver Stadel  | Ostflügel eines ehemaligen Vierseithofes, mit Halbwalmdach, bezeichnet mit dem Jahr 1847; südlich eintenniger Stadel, mit Gitterbundwerk-Giebel, Mitte 19. Jahrhundert; Privatbesitz | D-1-83-116-9 Wikidata  | Massiver Stadel |
| Rohrbach, Nähe Unterrohrbach (Standort) | Stadel           | Dreitennig, mit traufseitigem Bundwerk, um 1842. | D-1-83-116-11 Wikidata | BW              |
| Rohrbach 9 (Standort)                   | Nothelferkapelle | 18. Jahrhundert; mit Ausstattung. | D-1-83-116-10 Wikidata | BW              |
| Schoßbach (Standort)                    | Marienkapelle    | Verputzter Ziegelbau mit Treppengiebel, bezeichnet mit dem Jahr 1902. | D-1-83-116-12 Wikidata | Marienkapelle   |